# Kaniūkai
Kaniūkai (polonais : Koniuchy ; biélorusse : Канюхі) est un village de la municipalité du district de Šalčininkai de Lituanie. Selon le recensement de 2011, sa population était de 125 habitants.

## Histoire
Avant 1939, durant la Deuxième République polonaise, Koniuchy (aujourd'hui Kaniūkai) était situé dans le comté de Lida de la voïvodie de Nowogródek
Le village a été ensuite brièvement occupé par l'Union Soviétique puis transféré à la Lituanie conformément au traité d'assistance mutuelle soviético-lituanien. Le village a été intégré à la municipalité de Jašiūnai dans le comté d'Eišiškės. Plus tard, il a été intégré brièvement au Reichskommissariat Ostland allemand avant de retourner à la République soviétique socialiste de Lituanie, et, depuis 1990, à la Lituanie.
Pendant la Seconde Guerre mondiale, le village a été le site d'un massacre de civils polonais par une unité de partisans juifs pro-soviétiques.